# 砸上柴联司
砸上柴联司，或称砸联司、“工总司”砸“联司”事件、上柴联司事件、八四武斗，是以上海工人革命造反总司令部（工总司）为首的「造反派」组织攻打上海柴油机厂群众组织「上柴联司」的行动，是上海市文化大革命时期规模最大的武斗事件。:856文革初期，1967年一月风暴中，工总司等造反派夺取上海全市权力，成立上海市革命委员会。而上海柴油机厂职工则分为“东方红”和“上柴联司”两派，社会上不满一月风暴和工总司的势力聚集在支持上柴联司的旗帜下，组成“支联站”，引发全市性的两大派分歧。1967年8月4日，以工总司为主体的十万造反派攻打上柴联司。武斗中一千多人受伤，武斗后八百多人被关押。砸上柴联司两个月后，上海武斗基本平息。

## 背景

### 上海市革命委员会的成立
经过一系列事件，1967年1月，上海工人革命造反总司令部（简称“工总司”）等造反派组织夺取了中国共产党上海市委员会、上海市人民委员会（政府）的权力，于1967年2月5日正式成立上海人民公社，23日更名为上海市革命委员会（以下简称“市革会”），掌握上海全市权力。
这一时期，上海发生多次武斗。:853

### 上海柴油机厂两派的形成
上海柴油机厂（简称“上柴厂”）位于上海东北角工业区军工路，是当时中国最大的柴油机生产工厂，直属于上海市第一机电工业局，职工六千多名。上柴厂两派的形成，源于如何评价原上柴厂厂长朱文斌。:856
1966年9月15日，“反朱派”成立“红色革命指挥部”，10月31日，与厂内观点相同的其他组织联合成立“东方红革命造反总部”（以下简称“东方红”），成员约有一千人。:86012月2日，“东方红”加入工总司，正式宣布成立工总司上柴大队。:861
另一派于1966年10月4日成立“文化大革命群众串联总站”，1967年1月10日又与厂内观点相同的其他组织联合成立“革命造反联合司令部”（以下简称“联司”），成员约有三千人。:8601966年12月底后也加入了工总司，挂在工总司杨浦区分部下。1967年3月，“工总司”清理各区组织状况，联司由此断了与工总司总部的关系。:861
“东方红”指责联司是老保（老保守派），:860联司指责“东方红”文革前“都是党委的红人”、“只造市里的反，不造家里的反”，:8621966年12月后，两派冲突不断。:864红卫兵组织中，交大“反到底”、同济“东方红”、“首都三司驻沪联络站”等曾组织调查组进上柴厂。红卫兵大多支持“东方红”。红卫兵意见直接影响工总司。:865

## 历史
市革会和工总司总部最初想促进东方红和联司的联合，但未成功。:867
3月，张春桥建议派解放军宣传队（简称“军宣队”）进驻上柴厂。:8673月23日，军宣队进驻上柴厂。4月1日，军宣队宣布“联司大方向有问题，不对头，错了”。4月24日下午召开全厂广播大会，经市革会讨论，明确表态支持“东方红”，说“联司大方向错了，而且一错再错”。:868
5月5日，张春桥讲话说：“为了想识别一下（上柴厂两派）究竟哪一个是左派，北京和外地在上海的三十几个左派学生组织和上海的所有左派组织，工人的，学生的，机关的，都介入了。”:869
6月前后，陈卜昌（上海汽车配件厂工人、老造反派）、全向东（上海交通大学助教汤福坤）的加入，开始将上柴厂内两派的矛盾扩展到全上海。:869-870陈卜昌提出联合全市反对派。:871联司的支持者成立了许多联络站，简称“支联站”，7月，全市支联站达627个。社会上不满一月风暴、工总司等的各种势力聚集在支联站的旗帜下，结成新的反对派阵营。:872是时，全向东提出“上海必须第二次大乱！”:875
7月18日，上柴厂发生武斗，“东方红”一方的解福喜被打死。7月21日，工总司为首的上海各造反派组织在人民广场召开声讨联司追悼解福喜大会。:878这时，反对派准备建立全市性组织支联总站，7月30日下午，得到消息的王洪文召集工总司总部负责人会议，决定趁机将他们一网打尽，:8807月31日晚，上体司成员抓捕了参与支联总站成立会议的26人。:883
8月2日，市革会发出《上海市革命委员会给上柴联司革命群众的一封公开信》，要求联司群众“抓出杀害解福喜同志的凶手及其幕后策划者”。:8898月3日下午5时，市革会代表、三军代表、记者乘宣传车前往上柴厂，联司成员扣留了车辆，殴打并扣留二十多人。市革会得知后决定当夜召开声讨联司大会。:8908月4日凌晨1时左右，“控诉联司罪行大会”在人民广场召开，数万人参加。大会结束后，一辆卡车撞倒了工总司冶金系统联络站所属的三个造反派，:891致一人重伤。在场的冶金系统联络站造反派都认为卡车是联司或支联站的。工总司冶金局造反队负责人曹可祥当即带领冶金系统的造反派包围了上柴厂。:892
8时左右，造反派領導（王承龙、王洪文、张宝林、王腓利、戴立清、潘国平、耿金章等）开会讨论如何解决事态，:895决定先采取宣传攻势。对宣传车、接近上柴厂大门的人，联司成员以铁螺帽回应。不少人受伤，包括王腓利、戴立清、耿金章。:896
僵持到中午，一些造反派已开始采取行动强攻。此时王洪文决定由工总司出面行动。:898到下午2时左右，已攻下上柴厂的三分之二。:899下午5时，联司被彻底击垮。6时3刻，武斗全部结束。:902当日，上柴厂工人任红宝死亡，第二天被发现。此外没有死人。:903傍晚，王腓利布置了一些船只在黄浦江上巡逻，防止联司从水路逃走。:900李逊称，武斗中一千多人受伤，武斗后八百多人被关押。:903据《杨浦区志》记载，武斗中，联司成员被打伤120多人，其中伤重送杨浦区中心医院抢救的有30人。当天，被送到杨浦公安分局关押的联司成员有570多人，他们被连夜审讯。第二天350多人分别被送往市公安局和其他区公安局。
8月7日和8日，工总司连续发出《关于处理支联站的通告》、《关于紧紧掌握斗争大方向，坚决制止武斗的通告》，要求所属组织“不得借解散支联站为名，冲砸不同意见的群众组织”。:904但是仍有许多武斗发生，理由大多是“砸支联站”。:905
砸联司时，毛泽东就在上海，对砸联司表示赞赏。9月8日，张春桥称赞了砸联司行动。:906砸联司两个月后，上海武斗基本平息，局面稳定。:911
上海电视台现场拍摄了纪录片《砸烂联司》记录此事。

## 评论
- 毛泽东当时在上海看了砸联司的纪录片后说：“在工人阶级内部，没有根本的利害冲突。在无产阶级专政下的工人阶级内部，更没有理由一定要分裂成为势不两立的两大派组织。”[4]这段话被选入《毛主席视察华北、中南和华东地区时的重要指示》。
- 徐景贤评论说，联司和工总司的矛盾，是在野的造反派和掌权的造反派的矛盾激化的表现，“夺权和反夺权，夺取权力后如何瓜分权力，这是上柴‘联司’问题所以爆发的深层的社会原因。”据徐景贤回忆，毛泽东视察了砸联司后的上海，又看了砸联司的纪录片，才下决心武装十万工人，而且同意重建上海民兵。徐景贤认为，毛泽东觉得上海的形势完全不同于武汉，工人造反派能够掌握自己的命运，毛泽东是“完全同意和坚决支持”砸联司的。[5]
- 《杨浦区志》评论说，“联合夺权后，为了权力再分配，不同派别造反组织的头头，派性膨胀，联而不合，甚至发生武斗；张春桥、姚文元、王洪文一伙也纵容、策划、利用武斗，来达到其铲除异己，一统上海天下之目的。”“在张春桥、姚文元的支持下，王洪文一手策划制造一场攻打‘上柴联司’的全市最大的武斗事件。”[2]
- 李逊评论说，砸联司彻底摧毁了本已混乱的文革理念。[1]:911工总司等造反派对干部、反对文革者动不动批斗，重复“走资派”对待自己的方式，封死了些许改变社会制度或社会关系的可能，使文革彻底进入死胡同。[1]:912

## 扩展阅读
- 王芳. . 二十一世纪. 2016, (6): 46-60.